# Landwirtschaftliche Feuerversicherungs-Genossenschaft Dresden (Gebäude)

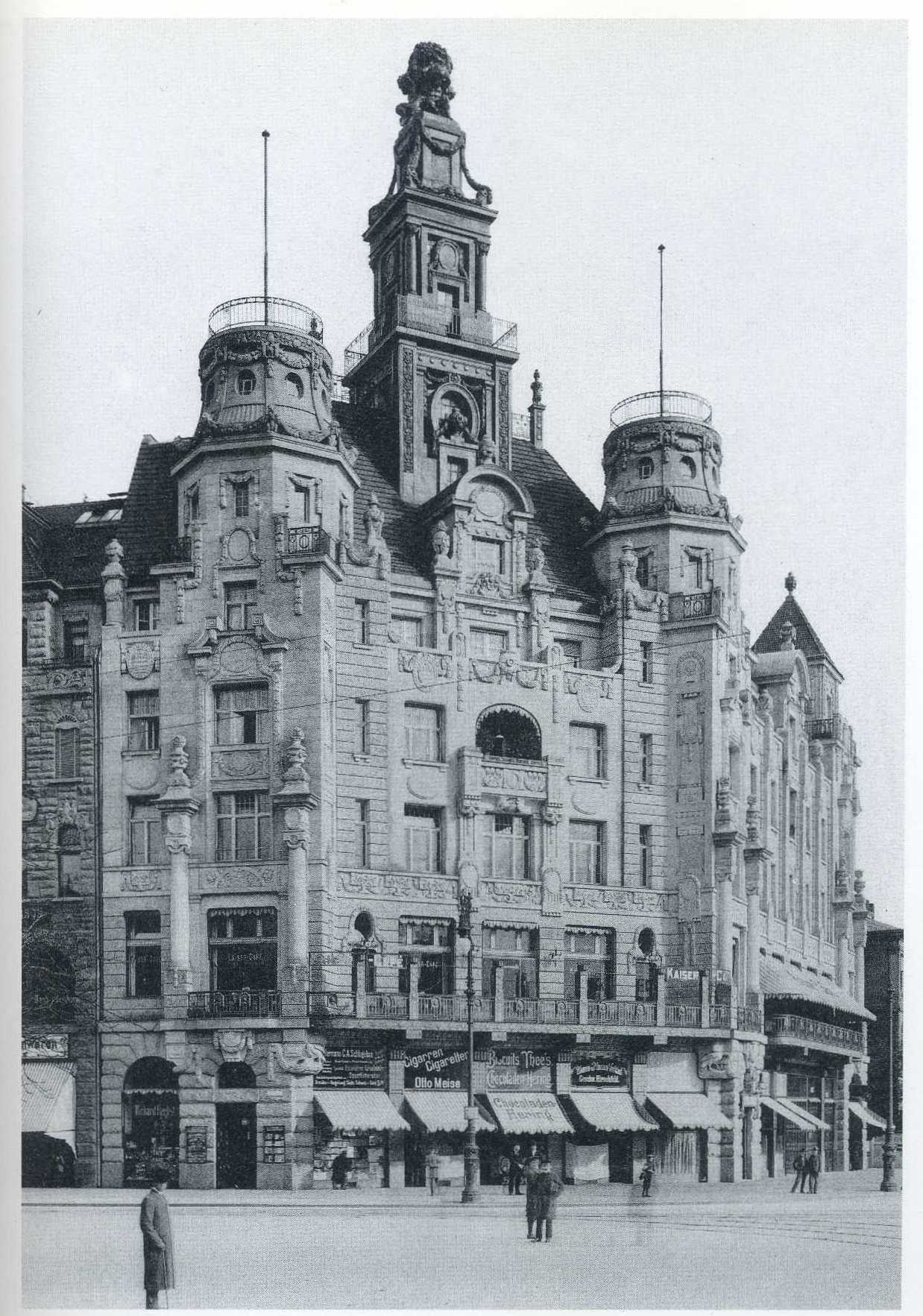
Das „Kaiser-Café“ in Dresden 1905

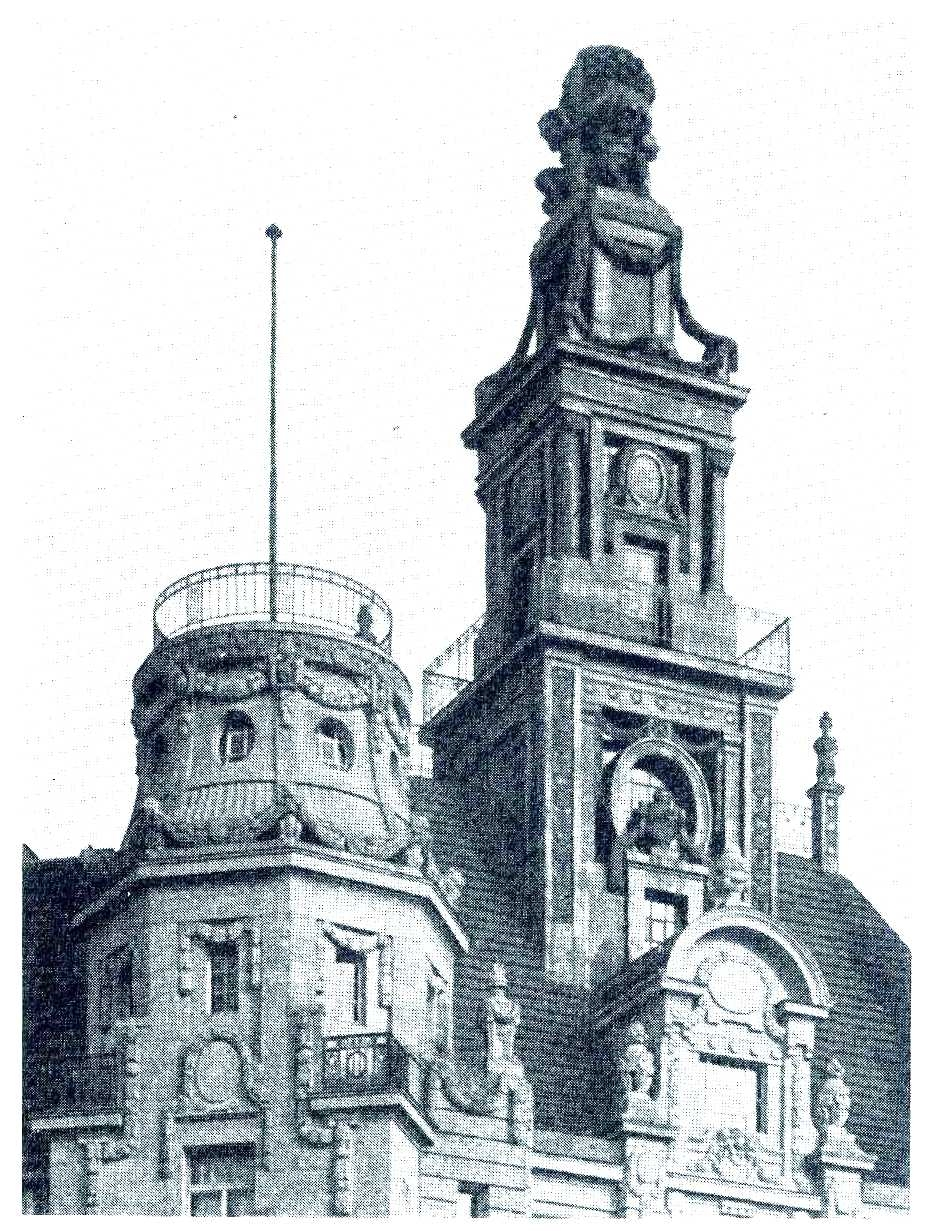
Der dreistufige Turm des Hauses war im Neo-Empire gestaltet.

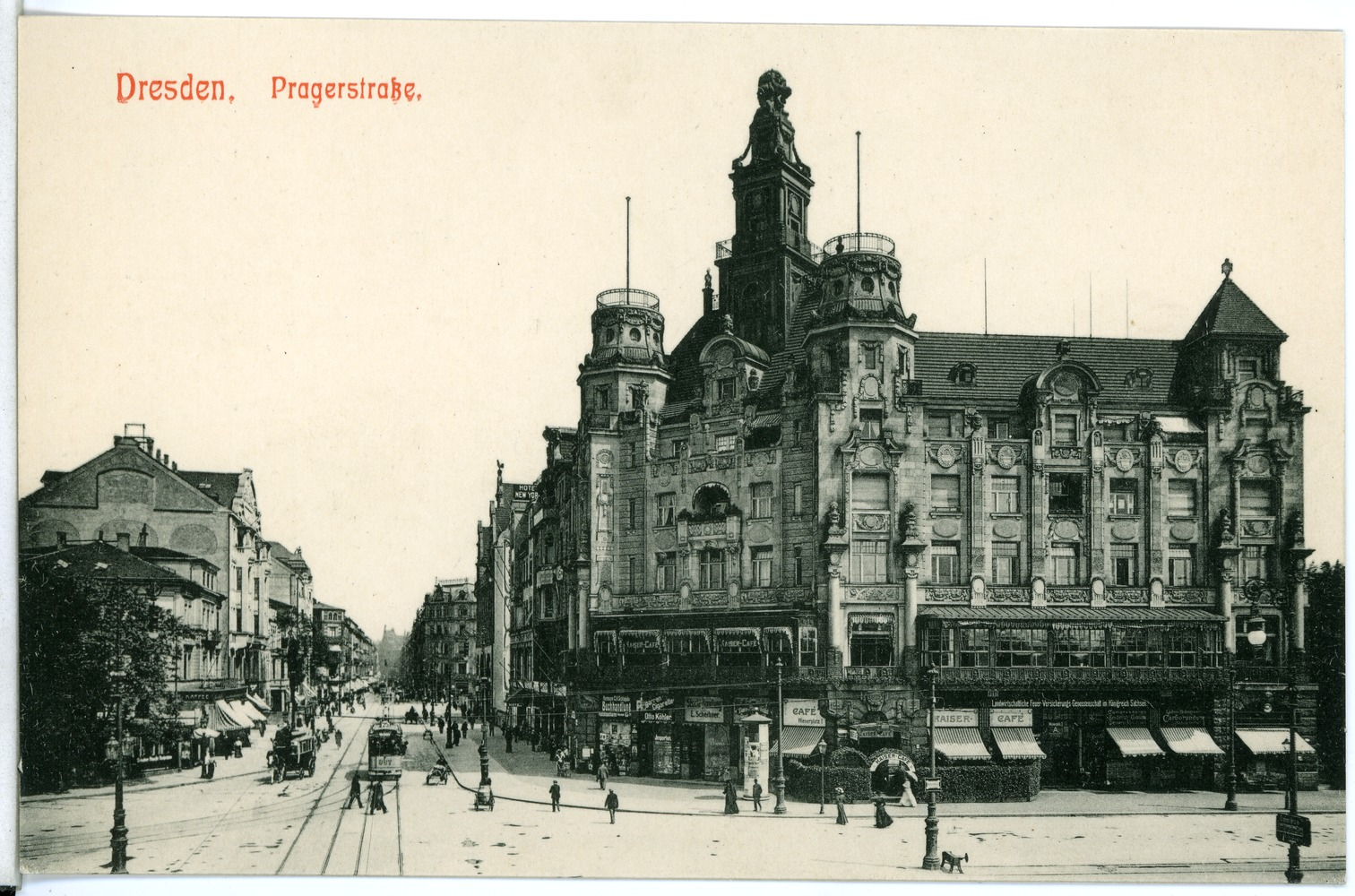
Prager Straße (1909)

Das Büro- und Geschäftshaus der Landwirtschaftlichen Feuerversicherungs-Genossenschaft  (bekannt auch als „Kaiser-Café“) war ein repräsentatives Wohn- und Geschäftshaus in Dresden. Es befand sich gegenüber dem Hauptbahnhof am Wiener Platz 1 am Ausgang der Prager Straße. Das Gebäude entstand nach Plänen von Kurt Diestel von September 1901 bis Oktober 1902. Bei den Luftangriffen wurde es 1945 stark beschädigt; die Ruine wurde in der Nachkriegszeit abgerissen.

## Beschreibung
Das Gebäude war ein fünfgeschossiges Eckhaus innerhalb einer zur Prager Straße hin geschlossenen Bebauung. Es besaß eine abgeschrägte Gebäudeecke, deren beiden Ecken mit viergeschossigen Turmerkern mit oktogonaler Bekrönung und Aussichtsplattformen geschmückt wurden. Ein hohes Walmdach mit hohem kupfernen, dreistufigen Turm von Georg Pöschmann über der Gebäudeecke überhöhte die beiden Ecktürme.
Seine beiden Fassaden bestanden aus Elbsandstein aus Postelwitz und in den oberen Teilen aus Cottaer Sandstein und wurden 1901 unter Einfluss des Wiener Jugendstils vom Bildhauer Reinhold König nach Entwürfen von Kurt Diestel mit einer reichen Dekoration geschmückt. Das Kunstschmiedewerk wurde von der Firma Böhme & Heunen gefertigt.
Im Erdgeschoss waren an der Hauptfassade acht schmale Läden und ein Teil des Kaiser-Cafés untergebracht worden. Nutzer waren vor dem Ersten Weltkrieg u. a. ein Friseurgeschäft, eine Blumen- und Pflanzenhandlung, ein Schokoladengeschäft sowie das „Installationsbureau für elektrische Anlagen“ der Firma AEG. Zum Hof hin lagen die Büroräume der Landwirtschaftlichen Feuer-Versicherungsgenossenschaft im Königreich Sachsen. 
Das gesamte erste Obergeschoss wurde durch das bekannte Kaiser-Café Richard Richters und seine Nebenräume eingenommen. Attraktion des Cafés war ein 34 Meter langer Balkon mit Blick zum Bahnhofsvorplatz, der später zur Veranda ausgebaut wurde. Im zweiten Obergeschoss waren Büros zu finden, im dritten Obergeschoss befanden sich zwei vornehme Wohnungen und zwei Einzelzimmer. 1935 schloss das Kaiser-Café, die Räumlichkeiten nutzte daraufhin bis 1945 die Kraftverkehr Sachsen AG.

## Kunstgeschichtliche Betrachtung
Kurt Diestels Kaisercafé nahm wegen seiner im Sezessionsstil gestalteten Fassaden „eine Sonderstellung […] ein.“ Bemerkenswert ist auch der dreistufige über der abgeschrägten Gebäudeecke befindliche Turm. Er wurde im Stil des Neoempire von Georg Pöschmann gestaltet. Daher gehörte „dieser monumentale, platzbeherrschende Repräsentationsbau […] dem Neoempire ebenso an wie dem Sezessionsstil; mit dem Jugendstil hatte er wenig zu tun.“ Die Fassaden verzichteten „auf eine tektonische Gliederung, die Mauerflächen wurden durch reiche Dekoration belebt. Die Formen des Empire [waren] hier vom neuzeitlichen Kunstgeiste durchdrungen und zu einem völlig Neuen umgeschaffen.“